# Ixodes arboricola
Ixodes arboricola este o căpușă din familia ixodidele (Ixodidae) răspândită în Europa, Asia și Africa de Nord, care parazitează păsările care cuibăresc în scorburi și vizuini și poate servi ca vector pentru virusul encefalitei de căpușă (TBE - Tick-borne encephalitis) în populații sălbatice de păsări.

## Răspândire
În Europa: Marea Britanie (la sud), Germania, Franța, Norvegia, Suedia, Finlanda, Danemarca, Belgia, Olanda, Elveția, Austria, Polonia, Letonia, Belarus, Ucraina, Cehia, Slovacia, Ungaria, România, Bulgaria și Italia. 
În Asia: Israel, Georgia , Armenia, Azerbaidjan, Afganistan, Mongolia, China (Xinjiang, Mongolia Interioară, Gansu și Tibet). 
În Rusia: de la vest până la Munții Caucaz, Regiunea Tver și Ținutul Primorie. 
În Africa de Nord: Egipt.

## Gazde
Această căpușa parazitează predominant păsările. Mamiferele sunt gazde accidentale. Acestă căpușă a fost foarte rar găsită pe lilieci, probabil ca o infestare accidentală.
Gazdele sunt predominant păsările paseriforme, în special cele care utilizează scorburile în copaci. Păsările migratoare sunt rareori infestate, datorită specificității habitatului căpușei. Toate stadiile căpușei (larvele, nimfele și adulții) parazitează păsările care cuibăresc în scorburi și vizuini, inclusiv grauri, stăncuțe, pițigoi, vrăbii, bufnițe și altele. În Germania (Essen), cel mai mare număr de căpușe pe pițigoi a fost observat în timpul iernii, cu infestări uneori ducând la moartea gazdei. O abundența mare de căpușe a fost observată în cuiburile șoimului călător (Falco peregrinus) situate în grote (aproximativ 320 de căpușe pe un pui); mortalitatea puilor în aceste cuiburi se ridică la 74%.

## Importanța medicală și veterinară
Este puțin este cunoscut despre potențialul Ixodes arboricola ca vector. A fost demonstrat persistența virală TBE și transmiterea virusului la șoareci albi de către Ixodes arboricola. Ixodes arboricola este considerat a fi un vector de amplificare secundară a virusului TBE în populații sălbatice de păsări. A fost demonstrat experimental că Ixodes arboricola pot fi infectată artificial cu Borrelia afzelii, Borrelia garinii și Borrelia valaisiana, făcându-o un posibil vector al acestor agenți patogeni ai borreliozei, în special a acelor specii asociate cu păsările.

## Prezența în România
În România Ixodes arboricola este întâlnită foarte rar. Au fost identificate 7 păsări, gazde ale acestei  căpușe: măcăleandru (Erithacus rubecula), codroșul de grădină (Phoenicurus phoenicurus), mierla neagră (Turdus merula), graurul (Sturnus vulgaris), pițigoiul mare (Parus major), pițigoiul albastru (Cyanistes caeruleus) și muscarul sur (Muscicapa striata). Ixodes arboricola nu reprezintă în România un vector al bolii Lyme.